# Смарт, Бриттани
Бриттани Смарт (англ. Brittany Smart; род. 28 мая 1985 года, Зиния, штат Огайо) — американская профессиональная баскетболистка, которая выступала в женской национальной баскетбольной лиги. На драфте ВНБА 2007 года не была выбрана ни одной из команд. Играла на позиции разыгрывающего защитника.

## Ранние годы
Бриттани Смарт родилась 28 мая 1985 года в городе Зиния, штат Огайо, училась же она немного севернее, в городе Спрингфилд, в средней школе Шони, в которой выступала за местную баскетбольную команду. Отец Бриттани, Майк Смарт, тренировал свою дочь на протяжении всей её школьной карьеры. Все четыре года она включалась в первую сборную всех звёзд своей конференции и становилась лучшим бомбардиром «Шони Брейвз» на чемпионате штата. В 2003 году, будучи выпускницей, Бриттани стала лучшим бомбардиром среди всех школ ассоциации OHSAA, набирая по 32,5 очка в среднем за игру, а за карьеру в целом она набрала 2181 очко.